# Incontri internazionali di rugby a 15 di metà anno 2000
A metà anno è tradizione che le selezioni di "rugby a 15", europee in particolare, ma non solo, si rechino fuori dall'Europa o nell'emisfero sud per alcuni test. Si disputano però anche molti incontri tra nazionali dello stesso emisfero Sud, che precedono dal 1996, la disputa del Tri Nations.
Nel 2000, la tradizione non viene meno, anzi i test sono anche delle "rivincite" dei match della Coppa del Mondo di rugby 1999
Si conferma, il periodo di dominio delle tre grandi nazionali dell'emisfero Sud, con il solo successo dell'Inghilterra sul Sudafrica. Inghilterra che ha iniziato a costruire la super-squadra che vincerà la Coppa del Mondo di rugby 2003. Va detto che le squadre europee sono a fine stagione e utilizzano spesso i tour per provare nuovi giocatori.
- La  Francia si aggiudica facilmente il tradizionale test match contro la Romania.

| Bucarest 28 maggio 2000 | Romania | 20 – 67 | Francia |  |

- L'Argentina, con una squadra molto giovane, e priva dei giocatori migliori, impegnati nel campionato Francese si reca in Tour in Australia. Due sconfitte nei Test Match.

| Brisbane 17 giugno 2000 | Australia | 53 – 6 | Argentina | Ballymore Stadium |

| Canberra 24 giugno 2000 | Australia | 32 – 25 | Argentina | Bruce Chatwin |

- Un solo test in Sudafrica per il Canada:

| East London 10 giugno 2000 | Sudafrica | 51 – 18 | Canada |  |

- L'Inghilterra si reca in tour in Sudafrica. Il lavoro di Clive Woodward comincia a dare i suoi frutti come dimostra la vittoria nel secondo test:

| Pretoria 17 giugno 2000 | Sudafrica | 18 – 13 | Inghilterra |  |

| Bloemfontein 24 giugno 2000 | Sudafrica | 22 – 27 | Inghilterra |  |

- L'Irlanda visita le Americhe: nessuna rivincita della coppa del Mondo 1999 contro l'Argentina. Il successo arride ai Pumas.

| Buenos Aires 3 giugno 2000 | Argentina | 34 – 23 | Irlanda | Etcheverry |

| Manchester (New Hampshire) 10 giugno 2000 | Stati Uniti | 3 – 83 | Irlanda |  |

| Markham (Canada) 17 giugno 2000 | Canada | 27 – 27 | Irlanda |  |

- La Scozia si reca in Nuova Zelanda, dove subisce due pesanti sconfitte contro gli "All Blacks".

| Dunedin 24 giugno 2000 | Nuova Zelanda | 69 – 20 | Scozia | Carisbrook |

| Auckland 1º luglio 2000 | Nuova Zelanda | 48 – 14 | Scozia | Eden Park |

- Tonga si reca per un test in Nuova Zelanda: il risultato è un nuovo record negativo:

| Albany (Nuova Zelanda) 16 giugno 2000 | Nuova Zelanda | 102 – 0 | Tonga |  |

- La Nazionale di Papua Nuova Guinea, espressione di un paese dove domina il Rugby League si reca in tour in Australia.

| Cairns maggio 2000 | Cairns Marlins | 13 – 24 | Papua Nuova Guinea |  |

| Cairns maggio 2000 | North Queensland | 29 – 10 | Papua Nuova Guinea |  |

- Si disputano anche alcuni test tra squadre asiatiche:

| Shanghai 10 giugno 2000 | Cina | 17 – 15 | Hong Kong |  |

| Hong Kong 18 giugno 2000 | Hong Kong | 21 – 20 | Arabian Gulf |  |

| Singapore 19 giugno 2000 | Singapore | 52 – 11 | Malaysia |  |

- Infine un match tra Australia e Sudafrica estraeo al Tri nations:

| Melbourne 8 luglio 2000 | Australia | 44 – 23 | Sudafrica | Colonial |